# 미카엘 다부드
미카엘 다부드(Mikael Davud, 본명: 무함메드 라시딘(Muhammed Rashidin), 1971년 4월 24일 ~ )는 중화인민공화국의 이슬람주의자이다.
신장 위구르 자치구 출신의 위구르족이며 1990년대에는 탈레반이 파키스탄 카라치에서 운영하던 꾸란 학교에 재학했다. 1999년에는 난민 신분을 갖고 노르웨이로 이주했고 2007년에 노르웨이 국적을 취득하면서 자신의 이름을 개명하게 된다.
노르웨이에서 노르웨이어 교육을 거부하고 이슬람교 교육에 심취했다. 이 때문에 이슬람주의 무장 조직인 튀르키스탄 이슬람당(동튀르키스탄 이슬람당), 알카에다와의 연락이 많았다. 2010년에 노르웨이에서 테러를 시도한 혐의로 노르웨이 경찰에 의해 체포되었다.